# (7304) Намики
(7304) Намики (лат. Namiki) — астероид, относящийся к группе астероидов пересекающих орбиту Марса. Он был открыт 9 января 1994 года японским астрономом Такао Кобаяси в обсерватории Оидзуми и назван в честь японского астронома-любителя Мицуо Намики.

Орбита астероида Намики и его положение в Солнечной системе